# Acanthomytilus miscanthi
Acanthomytilus miscanthi är en insektsart som beskrevs av Takahashi 1956. Acanthomytilus miscanthi ingår i släktet Acanthomytilus och familjen pansarsköldlöss. Inga underarter finns listade i Catalogue of Life.